# Partito Autonomista Trentino Tirolese

Parteilogo der PATT

Die Partito Autonomista Trentino Tirolese (PATT; deutsch: Autonomistische Trentiner Tiroler Partei, bekannt als Welschtiroler Volkspartei) ist eine italienische Regionalpartei. Sie versteht sich als christdemokratische Partei der Mitte, deren besonderes Anliegen die Autonomie des Trentino ist. Ihre Vorläuferin war die 1948 gegründete Partito Popolare Trentino Tirolese (PPTT).
Sie ist Vollmitglied bei der Europäischen Volkspartei (EVP) und hatte seit 2016 den Beobachterstatus.

## Geschichte

### Partito Popolare Trentino Tirolese (1948–82)
Die historischen Wurzeln der Partito Autonomista Trentino Tirolese werden auf die Bewegung Associazione Studi Autonomistici Regionali, kurz ASAR, zurückgeführt, als deren Erbe sich die Partei bezeichnet. Die ASAR, im September 1945 gegründet, setzte sich für die Erlangung eines Autonomiestatuts für die Region Trentino-Südtirol ein. Dabei ging es ihr ausdrücklich nicht um eine Autonomie für die überwiegend deutsch- und ladinischsprachigen Gebiete Südtirols, sondern eine „integrale Autonomie von Ala bis zum Brenner“ (autonomia integrale da Ala al Brennero), in der die italienische Sprachgruppe die Bevölkerungsmehrheit hätte. Ein solches Statut wurde auch im September 1946 im Gruber-De-Gasperi-Abkommen vereinbart. 1947 konnte die Bewegung für eine Kundgebung in Trient ungefähr 30.000 Teilnehmer mobilisieren. Tatsächlich wurde die Region Trentino-Südtirol – bestehend aus den Provinzen Trient und Bozen – per Gesetz vom 26. Februar 1948 für autonom erklärt. Am 25. Juli 1948 beschloss die Mehrheit der Teilnehmer des letzten Kongresses der ASAR die Umwandlung in eine Partei, die Partito Popolare Trentino Tirolese (PPTT, deutsch: Trentiner Tiroler Volkspartei).
Die Transformation der Bewegung in eine Partei sowie die Abspaltung einiger Delegierter, die eine eigene autonomistische Bewegung gründeten, führten zu einer geringer werdenden Zustimmung bei der Bevölkerung. Bei den ersten Regionalwahlen am 28. November 1948 erhielt die PPTT lediglich 16,8 % der Wählerstimmen in der Provinz Trient und damit 4 Regionalratsabgeordnete, während die Democrazia Cristiana, die damals mit dem Trentiner Alcide De Gasperi den italienischen Ministerpräsidenten stellte, auf 57,6 % der Stimmen kam. In der Provinz Bozen vertrat die Südtiroler Volkspartei (SVP) die Interessen der Autonomiebewegung, die PPTT spielte dort keine Rolle.
In den folgenden Jahrzehnten wurden die Regierungen der Region Trentino-Südtirol und des Trentino von der DC dominiert, im Regionalrat in Koalition mit der Südtiroler Volkspartei, mit der es häufig zu Spannungen kam. Vorsitzender des PPTT in dieser Zeit war Enrico Pruner, ein Angehöriger der bairischsprachigen Minderheit aus dem Fersental, der von 1952 bis 1984 (mit Unterbrechungen) Regionalratsabgeordneter war. Die Bedeutung der PPTT ging in den 1950er-Jahren zunächst weiter zurück, bei der Regionalwahl 1960 erzielte sie nur noch 3,8 % und einen Sitz. Die allermeisten Trentiner wählten die italienischen Parteien, die sie auch von der nationalen Ebene kannten (v. a. DC, PSI, PSDI). Als Landesrat für Bergwirtschaft und Forsten machte sich Pruner ab 1960 einen Namen als Vorkämpfer für den Umweltschutz. Ab Mitte der 1960er-Jahre erholte sich die PPTT wieder, 1968 erhielt sie 7,4 % und zwei Sitze. Das strategische Ziel Pruners war eine bessere Verständigung mit der SVP, die häufig als ältere Schwester der PPTT bzw. PATT betrachtet wird. Die SVP setzte sich dafür ein, die autonome Region Trentino-Südtirol aufzulösen und all ihre Kompetenzen den beiden Provinzen Südtirol und Trentino zu übertragen. Die PPTT befürchtete hingegen, dass dies zur Gefahr für den Fortbestand der Autonomie des Trentino werden könnte, weil es nicht wesentlich von ethnischen oder sprachlichen Minderheiten geprägt ist.
Das zweite Autonomiestatut für Trentino und Südtirol von 1972 war insofern ein Kompromiss: Die beiden Provinzen Bozen und Trient wurden für autonom erklärt, jeweils mit eigenem Landtag und Landeshauptmann. Auf sie wurde ein Großteil der Kompetenzen der Region übertragen. Zugleich blieb aber auch die Autonome Region Trentino-Südtirol erhalten, mit den gemeinsamen Institutionen Regionalrat, -ausschuss und -präsident. Anschließend legte die PPTT weiter zu: 1973 und 1978 erhielt sie jeweils rund 9 % und drei Sitze. Ende der 1970er-Jahre benannte sich die Partei in Partito Popolare Trentino Tirolese per l’Unione Europea (PPTT-UE) um. Das per l’Unione Europea („für die Europäische Union“) sollte ihren Einsatz für die europäische Integration unterstreichen. PPTT trat zu dem der Europäischen Föderalistischen Partei bei. Zur ersten direkten Europawahl 1979 trat die PPTT im Verbund zahlreicher Minderheiten- und Regionalparteien (Federalismo Europa Autonomie) unter Führung der Union Valdôtaine an, die jedoch keinen Sitz erhielt.
Die PPTT zerbrach 1982 in die Unione Autonomista Trentino Tirolese (UATT) unter Führung Franco Tretters und die Autonomia Integrale Enrico Pruners. Bei der Regionalwahl 1983 erhielt die UATT (die im Verbund mit der SVP antrat) 8,2 % und drei Sitze, die Autonomia Integrale 6,2 % und zwei Sitze.

### Partito Autonomista Trentino Tirolese (ab 1988)
Im Januar 1988 vereinigten sich UATT und Autonomia Integrale wieder mit mehreren anderen autonomistischen Bewegungen auf einem Kongress in Riva del Garda. Neuer Parteiname wurde Partito Autonomista Trentino Tirolese. Franco Tretter und Enrico Pruner wurden zu Ko-Vorsitzenden gewählt, zum Parteisekretär (der eigentlichen politischen Führungsposition) wurde Carlo Andreotti bestimmt. Bei der Regionalwahl im selben Jahr erhielt die PATT 9,9 % und drei Sitze.
Die Regionalwahlen 1993 fanden unter dem Eindruck des Korruptionsskandals Tangentopoli statt, in den die fünf etablierten Regierungsparteien der nationalen Ebene (Pentapartito) verwickelt waren. Die PATT, die sich als saubere Alternative präsentieren konnte, verdoppelte ihren Stimmanteil auf 20,2 %, die Zahl ihrer Sitze stieg sogar auf sieben. Damit war sie dicht hinter der massiv eingebrochenen DC auf dem zweiten Platz. Mit Andreotti wurde erstmals ein PATT-Mitglied zum Landeshauptmann des Trentino gewählt. Aufgrund schwieriger politischer Bedingungen musste er in seiner Amtszeit bis 1999 drei verschiedene Regierungen bilden.
1999 musste die PATT deutliche Verluste hinnehmen (12,4 % und vier Sitze). Stattdessen siegte der bisherige Bürgermeister von Trient und ehemalige DC-Politiker Lorenzo Dellai mit seiner Bürgerliste Margherita, die ebenfalls eine autonomistische Ausrichtung hatte. In der Folgezeit näherte sich die PATT an Silvio Berlusconis Koalition Casa delle Libertà an, mit der sie bei den italienischen Parlamentswahlen 2001 ein regionales Bündnis einging. Der PATT-Kandidat Giacomo Bezzi unterlag jedoch dem Mitte-links-Kandidaten und im Anschluss an diese Niederlage kam es zum Bruch mit dem Mitte-rechts-Bündnis und im Regionalrat zur Koalition mit dem Mitte-links-Bündnis sowie der SVP. Aufgrund einer Absprache mit der SVP wurde für den Zeitraum von 2002 bis 2004 mit Andreotti ein PATT-Abgeordneter zum Präsidenten der Region gewählt.

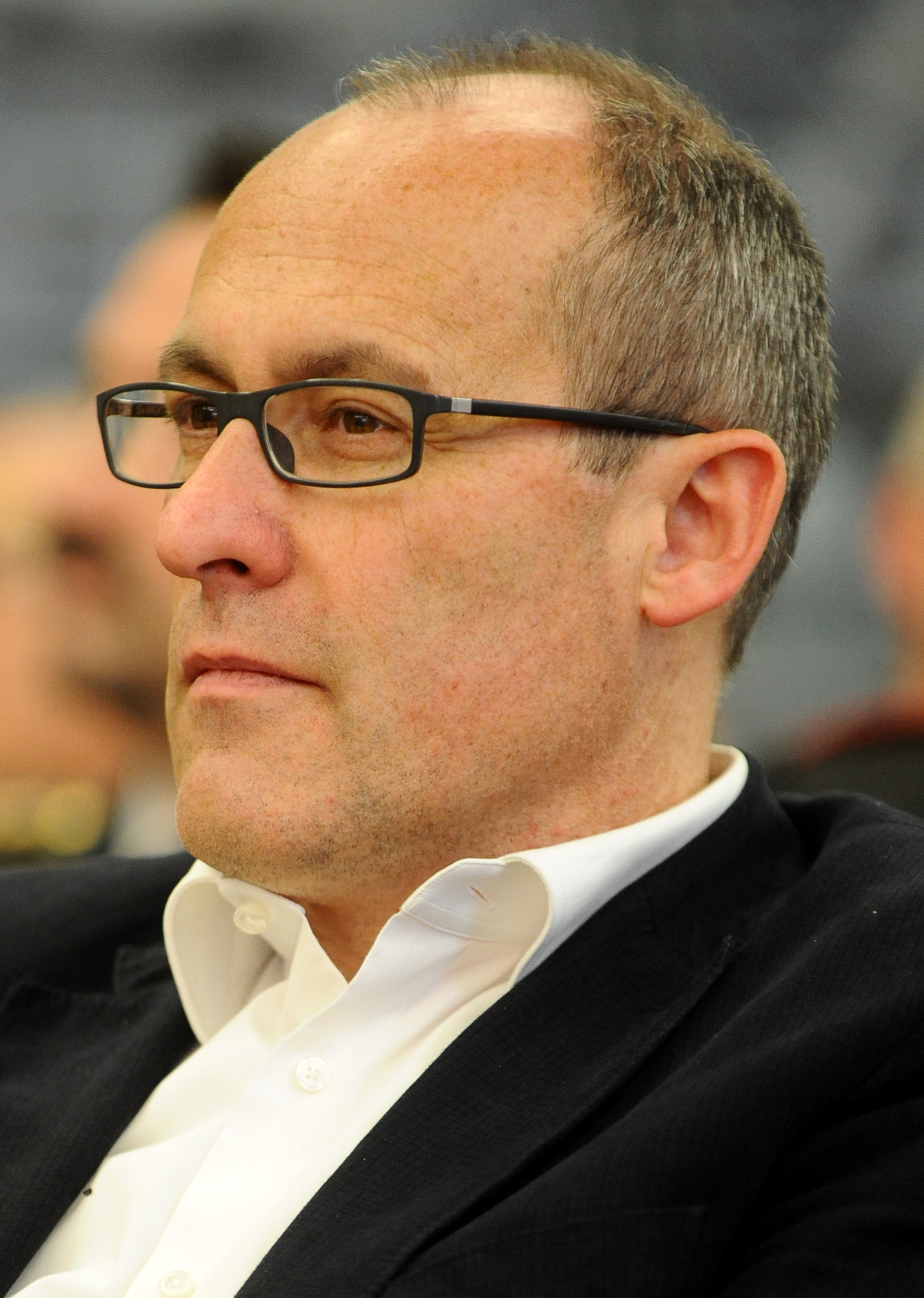
Ugo Rossi, Parteisekretär der PATT (2003–12) und Landeshauptmann (2013–18)

Bei den Provinzwahlen 2003 trat die PATT als Bestandteil einer Mitte-links-Koalition mit Dellais Margherita-Liste, den Linksdemokraten, Grünen und kleineren Gruppierungen an. Carlo Andreotti war jedoch mit dieser Entscheidung nicht einverstanden, trat aus der Partei aus und kandidierte mit der Liste Trentino Autonomista für den Mitte-rechts-Block. Die PATT erreichte 9 % der Wählerstimmen und drei Sitze, Trentino Autonomista kam auf 2,2 % und einen Sitz. Lorenzo Dellai blieb Landeshauptmann und beteiligte die PATT an seiner Regierung. Neuer Parteisekretär wurde Ugo Rossi.
Bei den italienischen Parlamentswahlen 2006 ging die Partei eine Gemeinschaftsliste mit der SVP ein. Dank des Wahlerfolges des Mitte-links-Bündnisses L’Unione, zu dem die PATT und die SVP gehören, wurde mit Giacomo Bezzi zum ersten Mal ein PATT-Politiker ins Abgeordnetenhaus in Rom gewählt. Bei den Neuwahlen 2008 ging dieser Sitz wieder verloren. Zur Regionalwahl im selben Jahr trat PATT erneut im Rahmen der Mitte-links-Koalition unter Führung Dellais an und kam auf 8,5 % sowie weiterhin drei Sitze.
Franco Panizza löste 2012 Ugo Rossi als Parteisekretär ab. Bei den nationalen Parlamentswahlen 2013 verbündete sich die PATT wieder mit der Südtiroler Volkspartei und der PD und konnte so einen Senator (Franco Panizza) und einen Abgeordneten (Mauro Ottobre) entsenden. Bei der Regionalwahl 2013 legte die PATT stark zu: Ihr Stimmanteil verdoppelte sich auf 17,5 %, mit acht Sitzen ist sie seither zweitstärkste Kraft im Landtag. Als Spitzenkandidat der Mitte-links-Koalition (PD, PATT, UpT, Grüne und weitere) wurde Ugo Rossi mit 58,1 % zum Landeshauptmann gewählt.
Zur Europawahl 2014 unterstützte die PATT die Kandidatur ihrer Südtiroler „Schwesterpartei“ SVP. 2016 wurde die PATT – wie zuvor bereits die SVP – mit Beobachterstatus in die Europäische Volkspartei aufgenommen. Zur italienischen Parlamentswahl 2018 trat sie wiederum im Verbund mit der SVP und der Mitte-links-Koalition an. Emanuela Rossini wurde ins Abgeordnetenhaus gewählt, den Sitz im Senat verlor die PATT hingegen.

## Landeshauptleute
Der PATT stellte folgende Trentiner Landeshauptleute:
- Carlo Andreotti (1994–1999, 2002–2004 auch Präsident der Region Trentino-Südtirol)
- Ugo Rossi (2013–2018)

## Inhaltliches Profil
In seinem Parteiprogramm beruft sich der PATT auf die katholische Soziallehre und die „traditionelle christliche Weltanschauung der Trentiner Bevölkerung“ sowie auf die Werte Freiheit, Gleichheit und Solidarität, und nicht nur in Bezug auf Einzelpersonen, sondern auch auf natürliche soziale Gebilde wie Familien und die Trentiner Bevölkerung. Das besondere Augenmerk der Partei gilt dem Föderalismus und der Selbstbestimmung und hier in erster Linie dem Erhalt und der Förderung der Autonomie des Trentino. Europapolitisch befürwortet die Partei ein Europa der Regionen.

## Weblink
- Offizielle Internetpräsenz des PATT